# Sundsörs gård

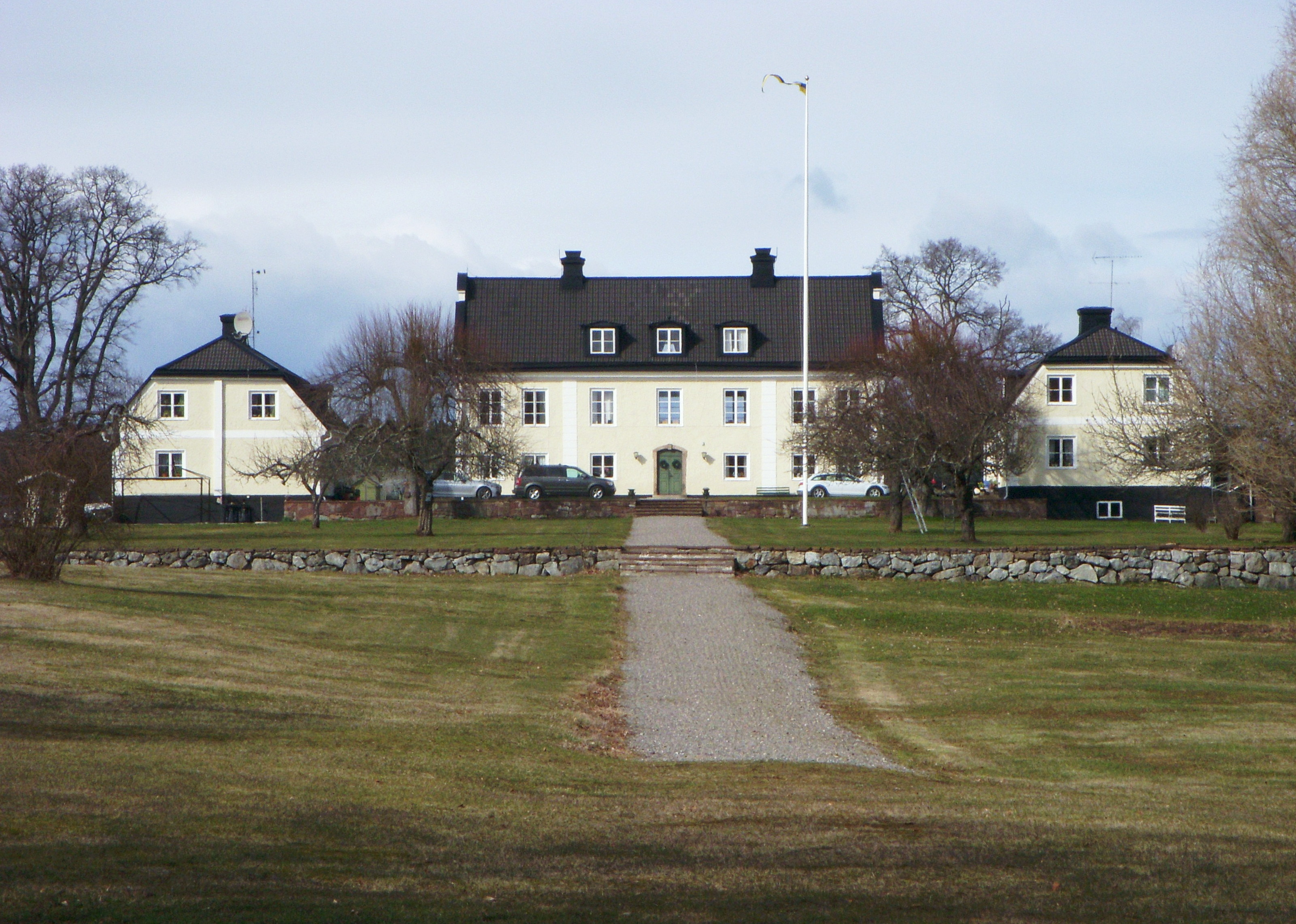
Sundsörs huvudbyggnad i april 2015.

Sundsör är ett tidigare säteri i Sundsör i Turinge socken i Nykvarns kommun i Södermanland.

## Historik

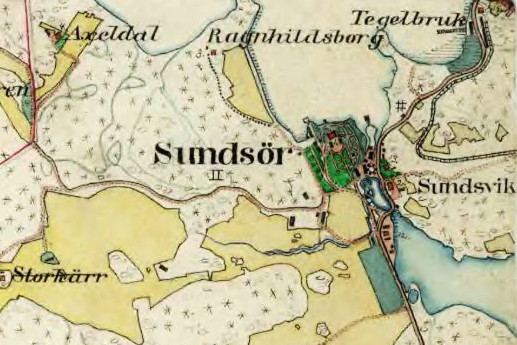
Sundsör på Häradsekonomiska kartan.

Arbetare vid Sundsviks kvarn, mellan 1905 och 1908.

Gården kan spåras till 1500-talets senare del och blev säteri på 1630-talet. Under 1670-talet fick gården samma ägare som Nykvarns herrgård. De skildes dock åt igen vid ett arvskifte, och Sundsör gick till bergsrådet Jonas Cederstedt (1659-1730). År 1730 brann huvudbyggnaden från 1600-talet ner och ersattes med den nuvarande.
På 1600- och 1700-talen ägdes Sundsör och Vidbynäs av släkten Cederstedt. Efter Jonas Cederstedt den yngre (1756-1811) bodde stallmästare Westfält på gården fram till 1829. Därefter såldes den till löjtnant Erik Stackel, som förnyade dess husbestånd genom att bland annat år 1835 uppföra ett stort spannmålsmagasin i tre våningar väster om gården. Magasinet är numera ombyggd till bostäder. 
Stackel sålde gården på 1840-talet, och flera ägare passerade i tät följd. År 1916 köptes Sundsör av bruksägare Frans Berglund, som redan ägde det närbelägna Sundsvik. Under Berglunds tid skedde ny- och ombyggnader både på Sundsör och på Sundvik. Efter hans död 1924 drev hans änka säteriet vidare till 1940-talet, då den nuvarande ägarfamiljen, Hagelin, tog över gården.

## Sundsviks kvarn
Intill Sundsörs gård anlades redan på medeltiden en vattenkvarn, som i handlingar från 1482 omnämns sundz qwern. Vattenkraften hämtades från sjön Turingen som dämdes upp till en kvarnsjö. År 1793 uppfördes en ny kvarn som kallades Odalkvarnen. År 1891 byggdes nuvarande kvarnhus i tegel på den gamla kvarnens grund. Kvarnverksamheten är numera nedlagd och i byggnaden finns ett litet vattenkraftverk som byggdes 1905 på initiativ av bruksägaren  Frans Berglund för att driva den närbelägna sågen. Idag producerar kraftverket cirka 200 000 kWh om året, och drivs av Telge Energi.

## Sundsörs tegelbruk
Vid Mälaren och längst in på Sundsörsviken låg Sundsörs tegelbruk (ibland kallad Sundsviks tegelbruk) med anor från medeltiden. Enligt äldre uppgifter skulle tegel från Sundsvik ha använts då den äldsta delen av Gripsholms slott. Under 1730-talet omnämndes tegelbruket som "mycket gammalt". Det sista tegelbruket var verksam mellan 1850 och 1979. År 1905 skeppades mur- och taktegel till Stockholm. På 1940-talet moderniserades anläggningen och 1944 fanns sommartid 20-25 anställda. 1979 lades verksamheten ner för gott, beroende på bristande lönsamhet.

## Bilder

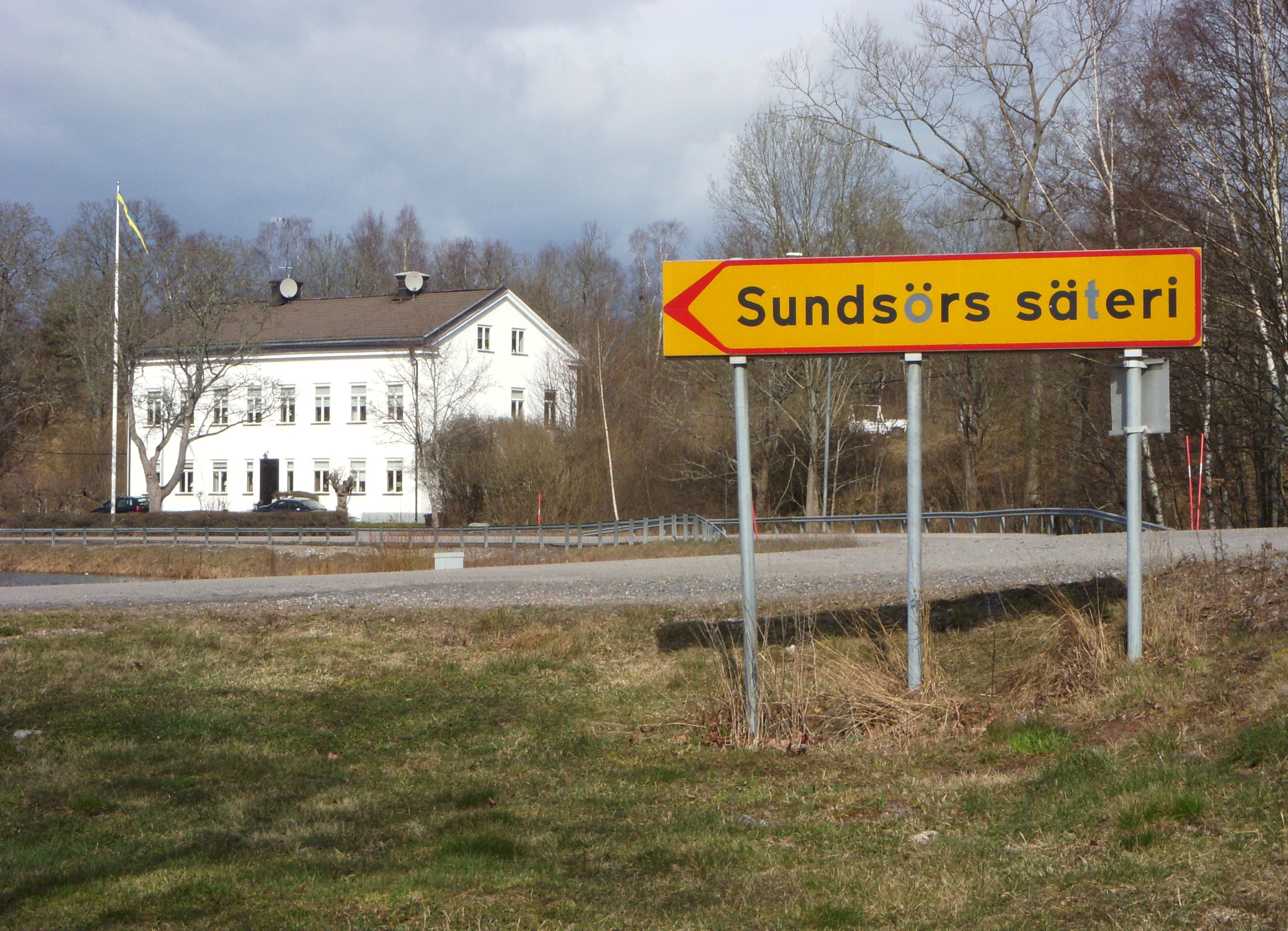
Skylt till Sundsörs säteri
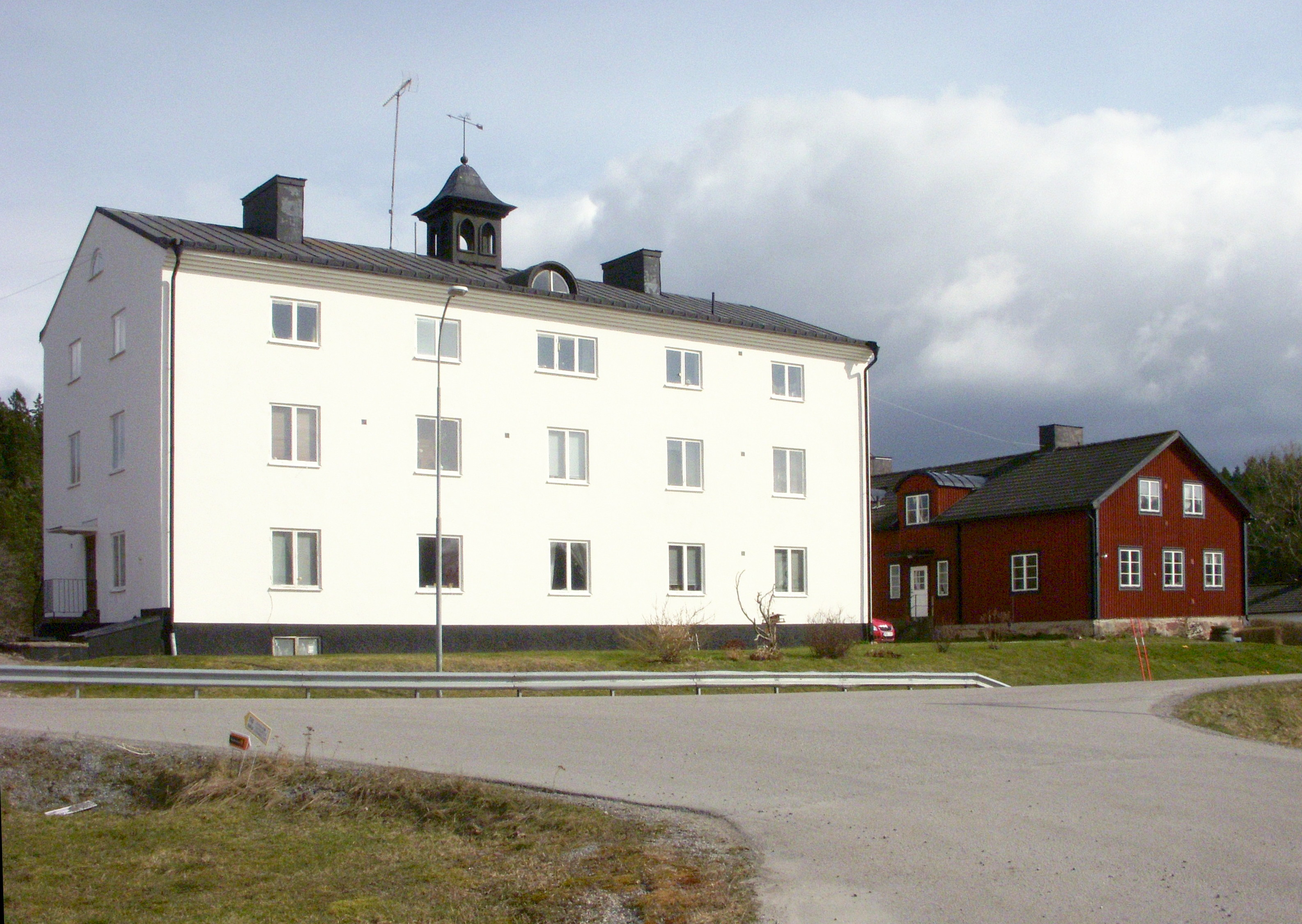
Tidigare spannmålsmagasinet.
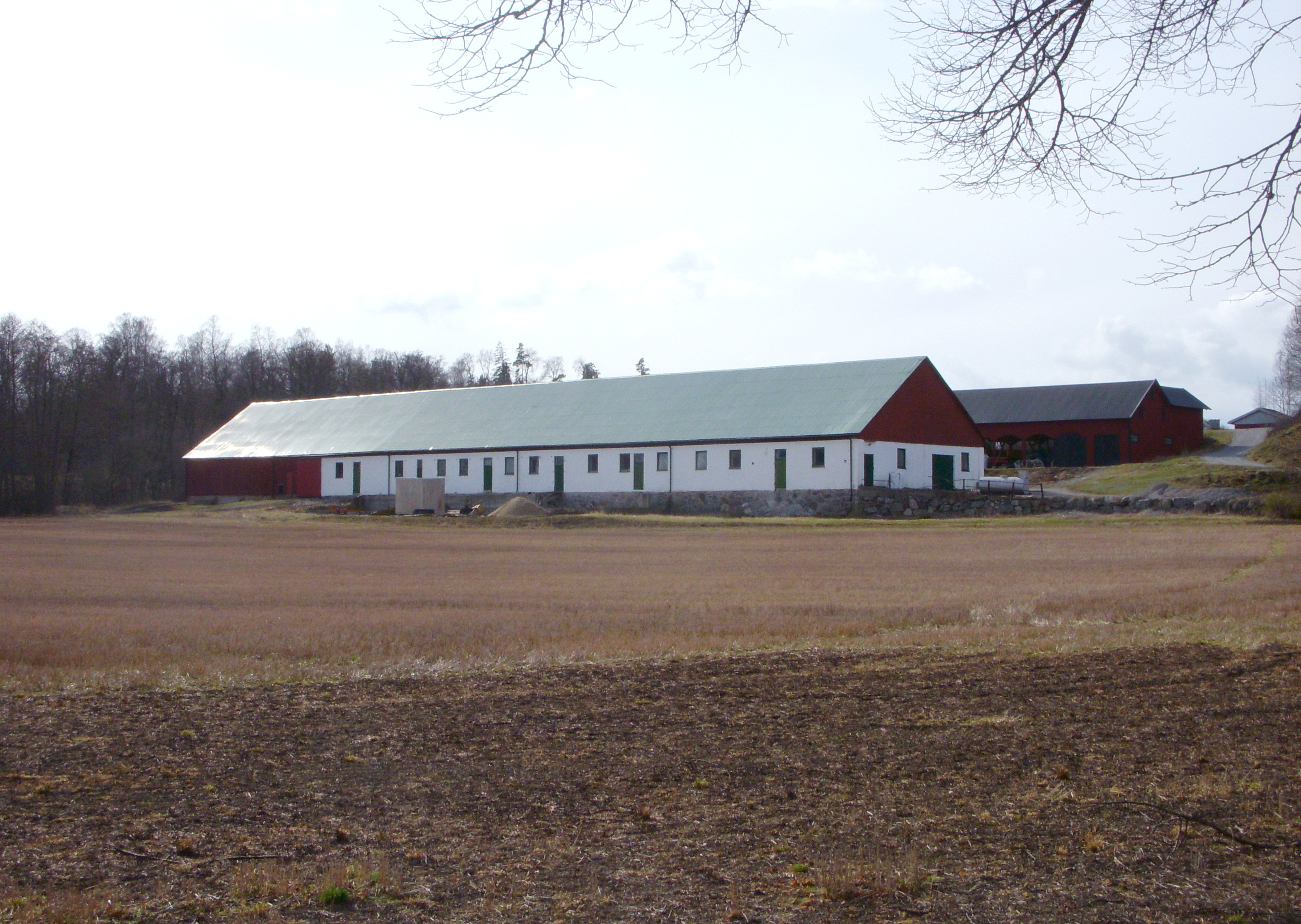
Sundsörs ekonomibyggnader.
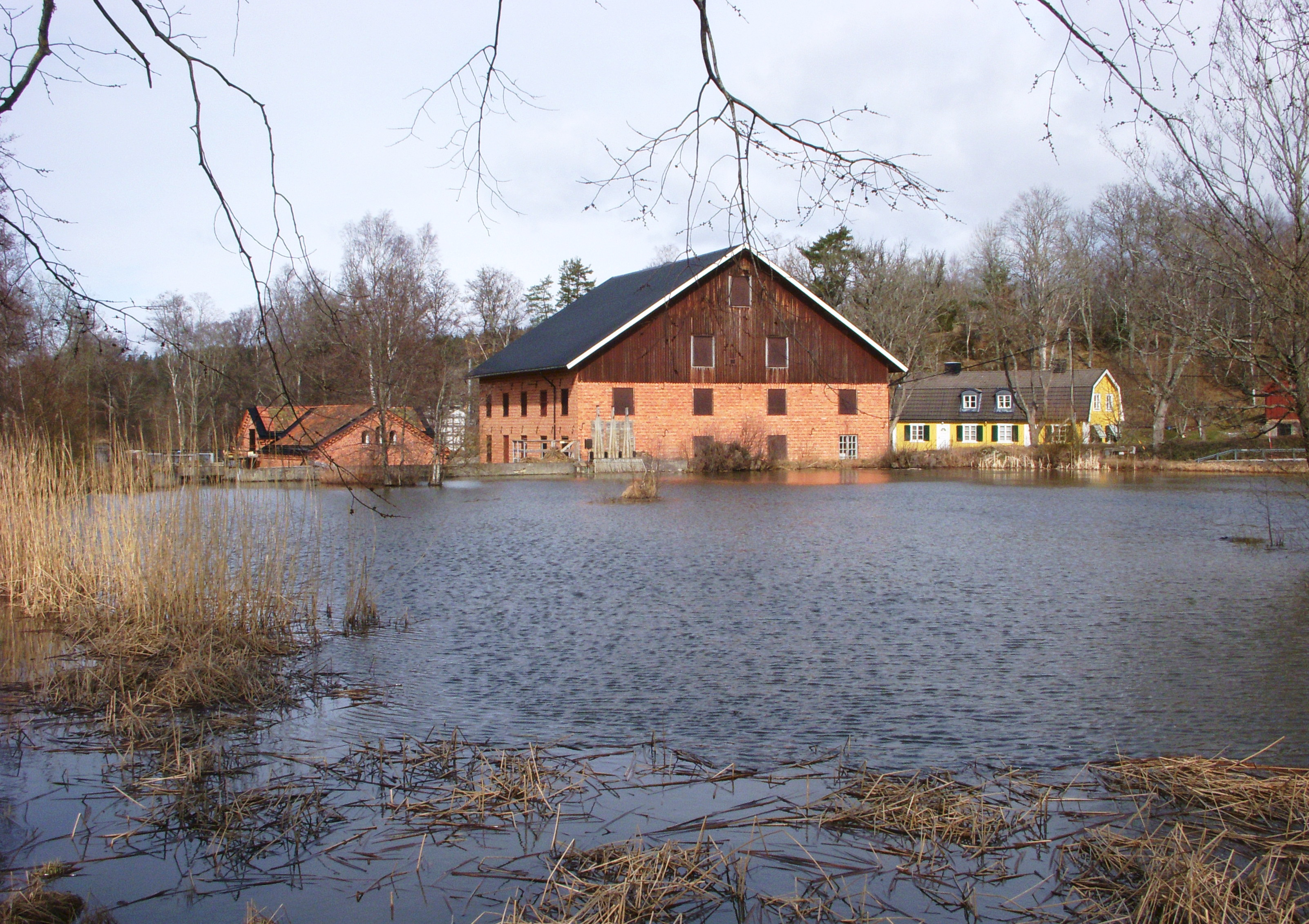
Sundsviks kvarn och kvarndamm.
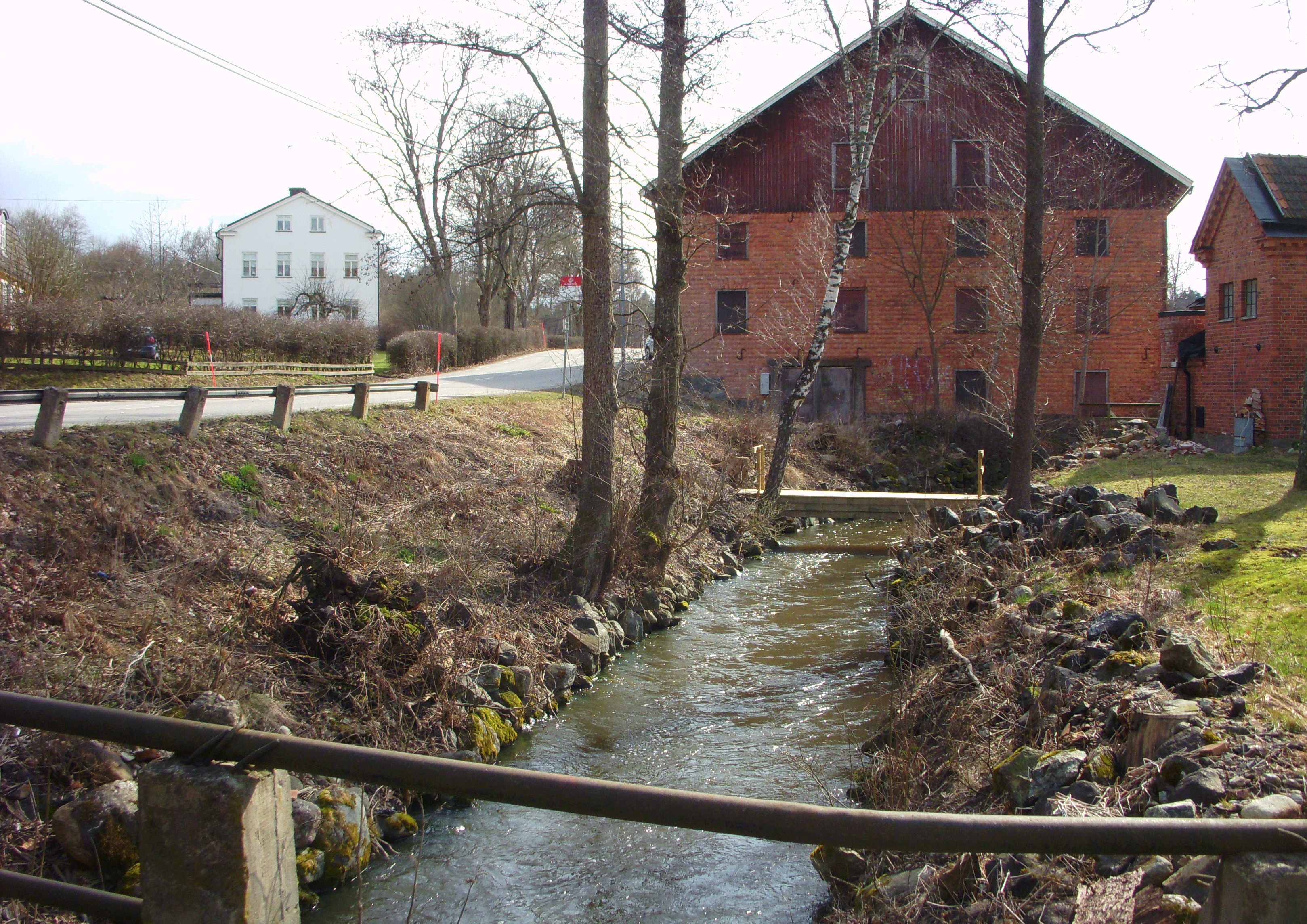
Sundsviks kvarn.
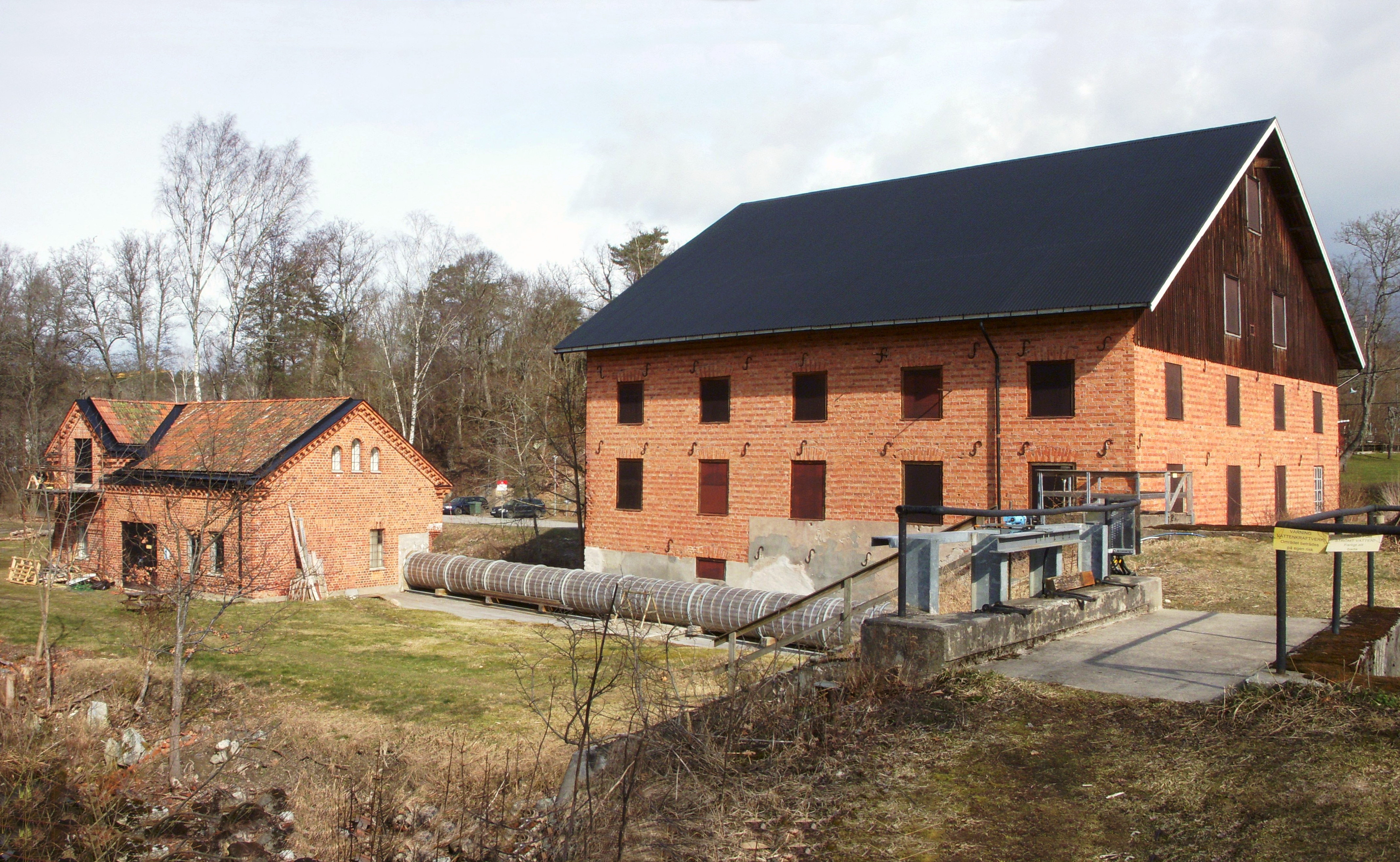
Sundsviks kvarn.
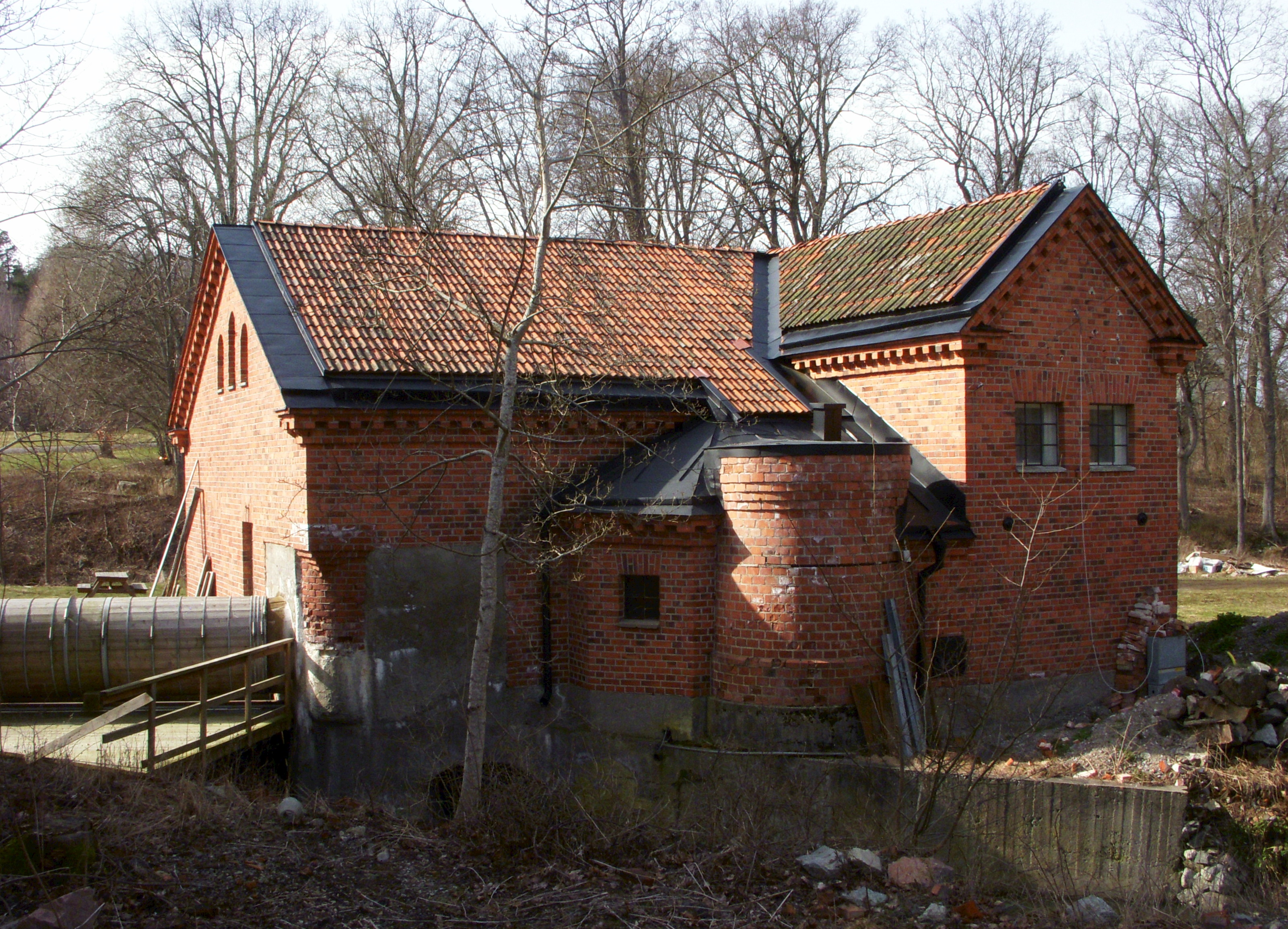
Sundsviks kvarn.
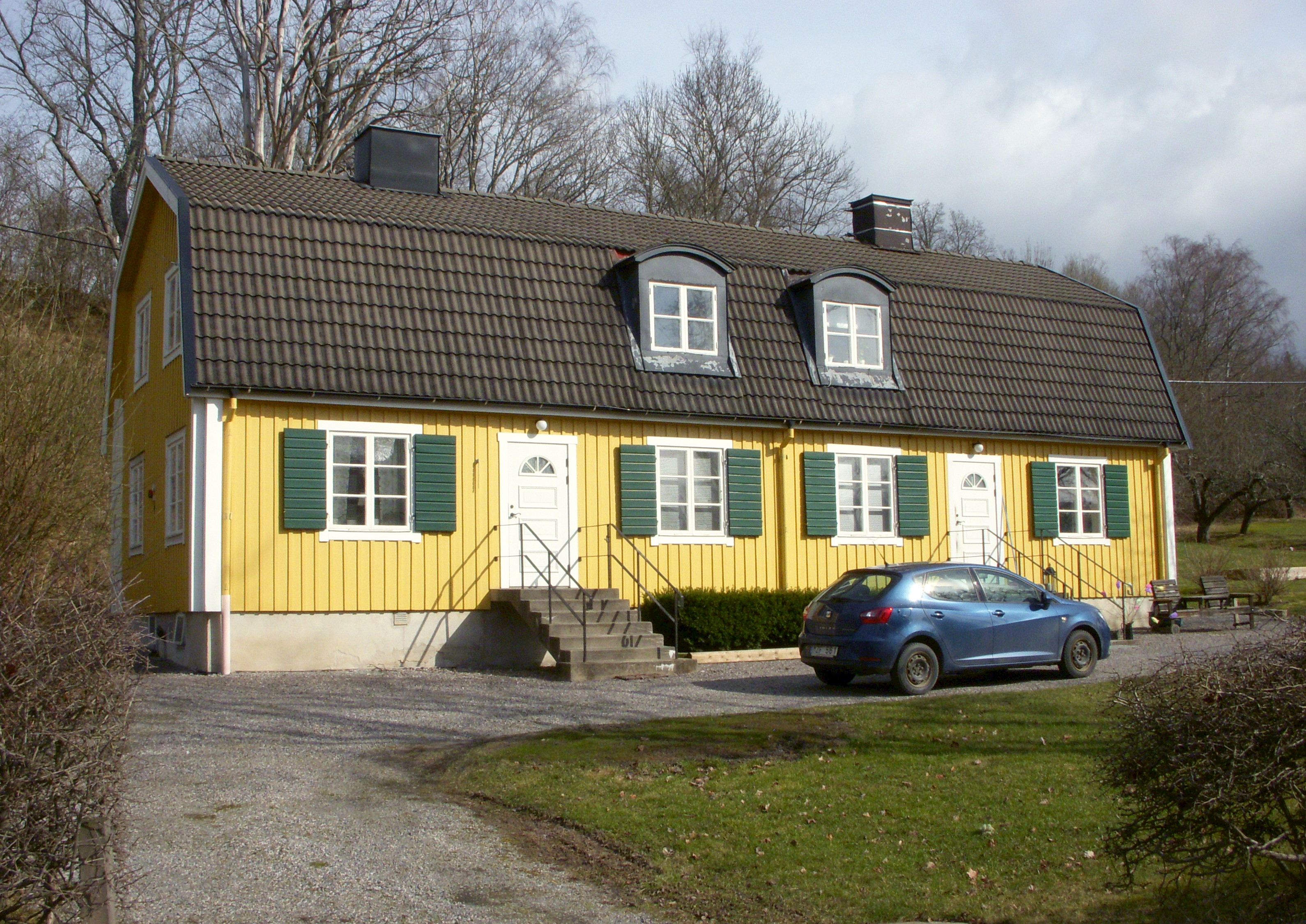
Kvarngården.